# Brug 707
Brug 707 is een bouwkundig kunstwerk in Amsterdam Nieuw-West.

## Algemeen
Deze duikerbrug werd in 1958 gebouwd als verbinding tussen de Johan Jongkindstraat en Comeniusstraat. Het ontwerp is afkomstig van Peter Pennink van de Dienst der Publieke Werken. Hij ontwierp meerdere bruggen over de afwateringstochten van de ringspoordijk in Amsterdam Nieuw-West. De bruggen laten een overeenkomstig uiterlijk zien. De betonnen duiker is verpakt in keermuren van grof basaltsteen. De opstaande balustrade is van beton met daarop metalen leuningen die door Pennink bij deze bruggen vaker werd toegepast.
Bijzonder aan de brug is dat het zuidwestelijk landhoofd bovengronds is aangevuld met een vierkante klomp beton, dat op een modern sculptuur lijkt. Volgens de bestektekening moest dit deel van de brug echter juist dienen tot sokkel van een beeldhouwwerk. Dat werd echter nooit geplaatst.  
Direct ten westen van de brug begint de Comeniusstraat met aan de zuidzijde rijksmonument Sloterhof.

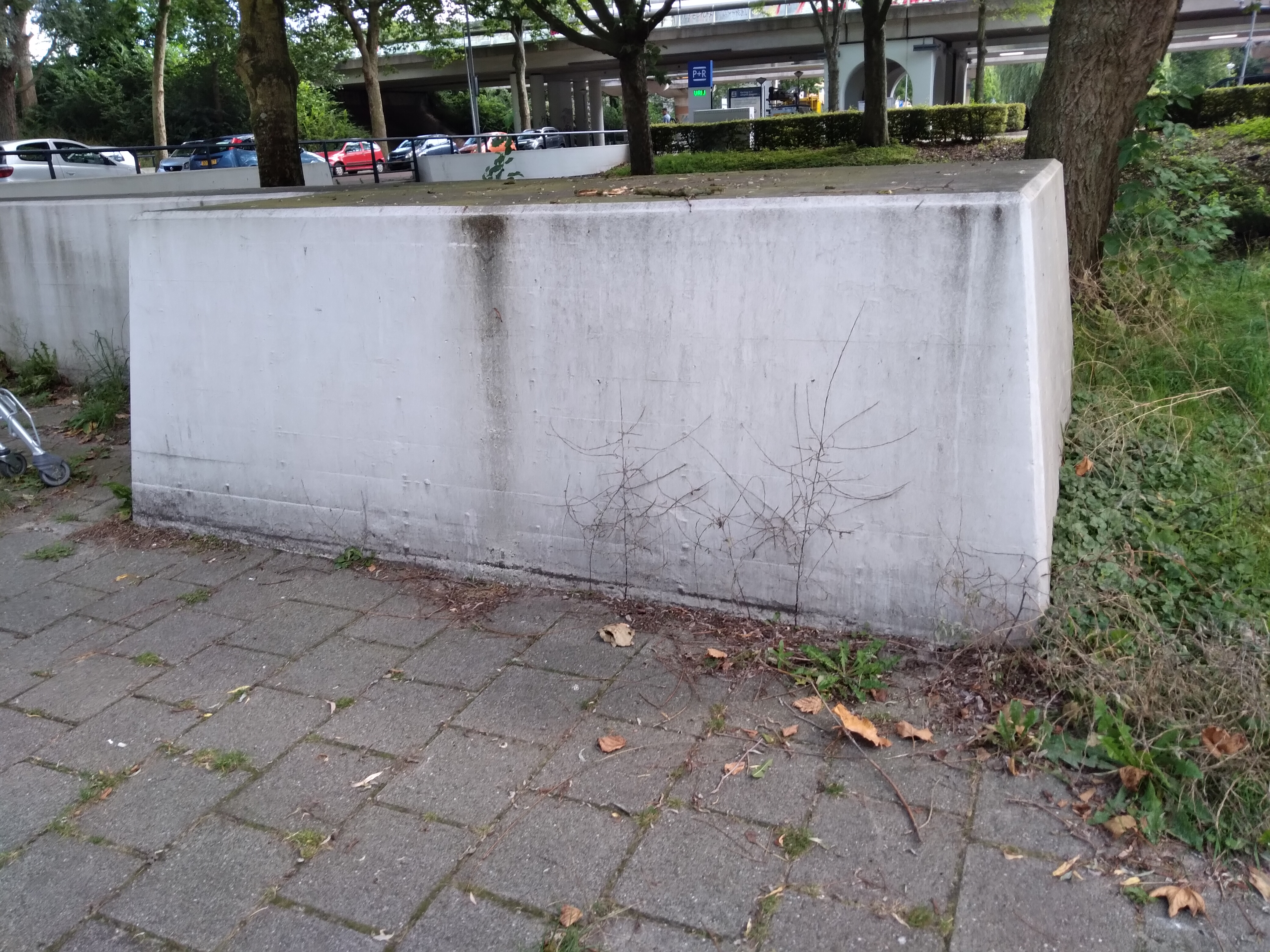
Sokkel (augustus 2021)

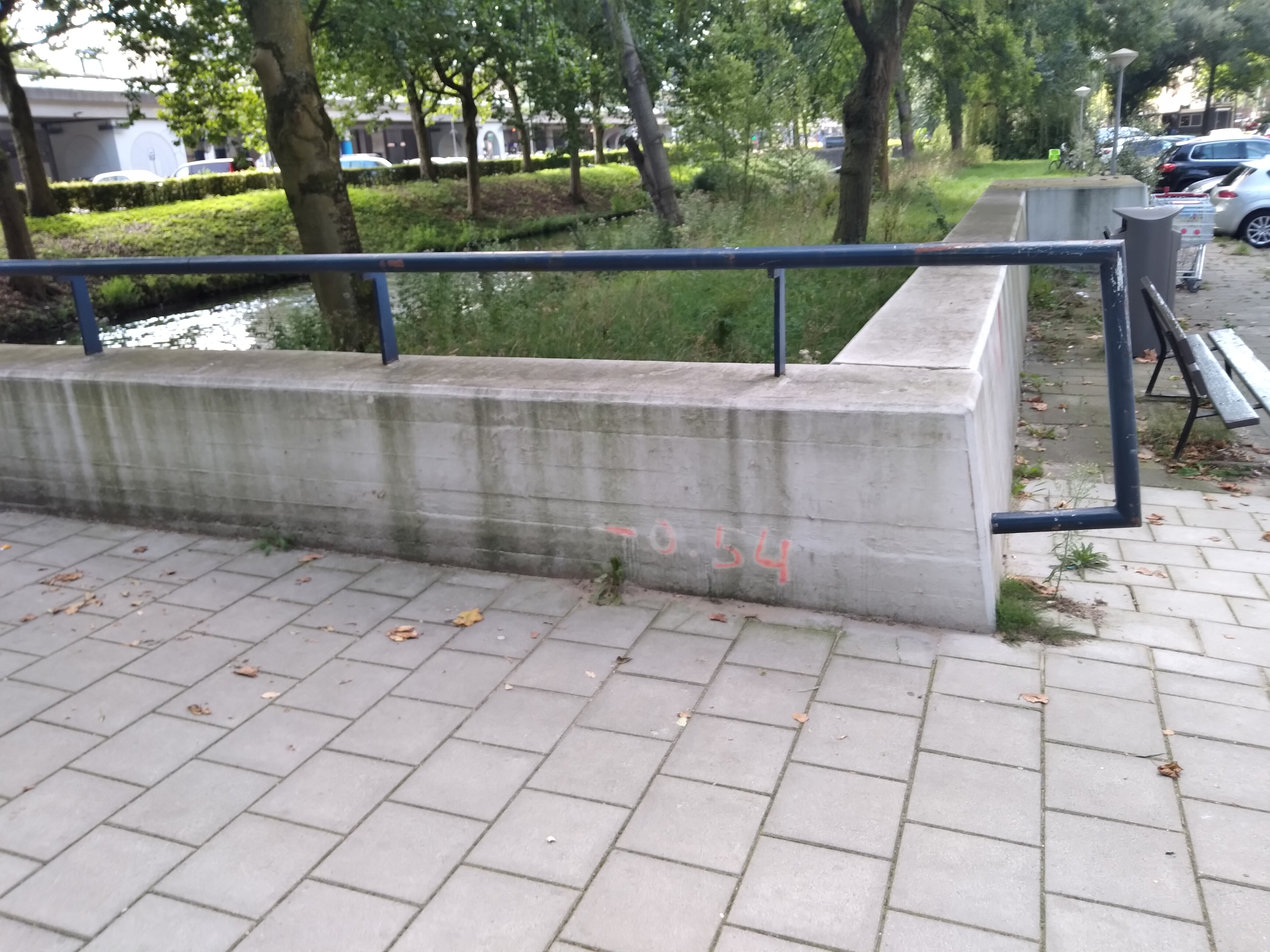
Leuning (augustus 2021)

<<< · 700 · 701 · 702 · 703 · 704 · 705 · 706 · 707 · 708 · 709 · 710 · 711 · 712 · 713 · 714 · 715 · 716 · 717 · 718 · 719 · 720 · 721 · 722 · 725 · 726 · 729 · 730-738 · 739 · 740 · 741 · 742 · 743 · 744 · 745 · 746 · 747 · 748 · 749 · 751 · 752 · 753 · 754 · 755 · 756 · 757 · 758 · 759 · 760 · 761 · 762 · 763 · 764 · 765 · 766 · 767 · 768 · 769 · 770 · 771 · 772 · 773 · 775 · 776 · 777 · 778 · 779 · 780 · 781 · 782 · 783 · 784 · 786 · 787 · 788 · 789 · 790 · 791 · 792 · 793 · 794 · 795 · 797 · >>>
Brugnummers  723, 724, 727, 728, 750, 774, 785, 796 (niet gerealiseerde brug over de Slotervaart), 798 en 799 zijn niet vergeven.